# Зеда-Вардзиа
Зеда-Вардзиа (груз. ზედა ვარძია; в переводе «Верхняя Вардзиа») — грузинская православная монастырская церковь XI века в честь Успения Пресвятой Богородицы. Находится в Аспиндзском муниципалитете в крае (мхаре) Самцхе-Джавахети на юге Грузии. Церковь расположена в 3 км к северо-западу от Вардзии, средневекового высеченного в скале монастырского комплекса. Является действующим женским монастырём Ахалцихской и Тао-Кларджетской епархии Грузинской Православной Церкви. В 2007 году церковь была включена в список недвижимых культурных памятников национального значения Грузии.

## История
Церковь Зеда-Вардзиа была построена в XI веке. Надпись на камне подвальной стены, согласно расшифровке Ц. Габашвили, гласит «Пресвятая Матерь Божия, в тот Страшный День будь предстательницей эриставт-эристави Липариту и чадам его, который построил святой храм сей, аминь». Упоминается там, предположительно, клдекарский эриставт-эристав Липарит III (1021—1058), сын эристава Рати II (970—1021). Изначально здесь размещалась монашеская община, которая позднее переселилась в новый гораздо больших размеров скальный монастырский комплекс Вардзиа в царствование Георга III (1156—1184).
После османского завоевания провинции Самцхе в XVI веке монастырь был покинут, а здание церкви пришло в упадок. Востоковед Марий Броссе, посетивший этот регион с 1847 по 1848 год, провёл научное исследование церкви. В 1875 году грузинский учёный Дмитрий Бакрадзе сообщил, что Зеда-Вардзиа использовалась местными курдами в качестве стойла для скота. При советской власти в 1975—1978 годах здание было восстановлено архитекторами Р. Гвердцители и Т. Немсадзе. В 1997 году храм был возвращён православной церкви и был возобновлён женский монастырь.

## Архитектура
Церковь Зеда-Вардзиа построена на искусственно разровненной скалистой поверхности в верховьях ущелья Зеда-Вардзиа. Это 2-нефная базилика с открытым притвором на южной стороне. Здание построено из ровно обтёсанных прямоугольных блоков андезитового туфа зеленоватого оттенка. Центральный неф выше и больше бокового северного и оканчивается глубокой апсидой. Два нефа разделены арками, опирающимися на две массивные колонны. Интерьер был некогда украшен фресками, но они в основном выцвели или были уничтожены.
Оба нефа, покрытые скатной крышей, богато украшены снаружи. Над входом находится стилизованная грузинская надпись средневековым шрифтом асомтаврули, в которой упоминается ктитор Апридон, важный сановник XII века. В соседней скале есть ряд пещерных жилищ для монахов